# Lidens gamla kyrka

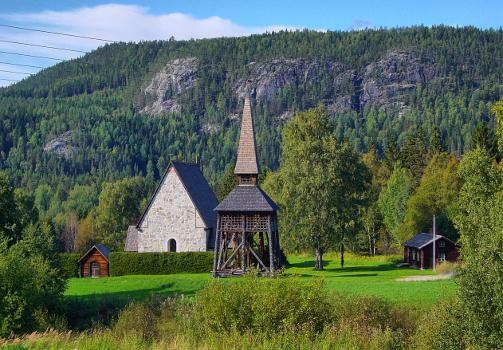
Vy från öster. Till höger brudstugan, inrymmande bl.a. wc. Stugan, från 1700-talet, flyttades till platsen på 1970-talet.

Lidens gamla kyrka är en kyrkobyggnad i Liden i Indalsälvens dalgång, cirka 45 km nordväst om Sundsvall. Den tillhör Lidens församling i Härnösands stift.

## Kyrkobyggnaden
Ett bevarat krucifix från 1200-talet antyder att det funnits en äldre föregångare till den nuvarande stenkyrkan från senast 1200-talet, förmodligen av trä.
1483 inleds bygget av nuvarande stenkyrka. Detta enligt upptecknade traditioner i kyrkoarkivet i Indal av kyrkoherde Johannes Clemens Thelaus på 1600-talet. Detta på initiativ av den till börden finske dominikanermunken pater Josephus, som var byggnadskunnig. Han initierade byggandet av ett flertal kyrkor i de omkringliggande bygderna. Han tillskrivs förutom gamla kyrkan i Liden kyrkorna i Skön (nu riven), Ljustorp, Ragunda (Fors sockenkyrka), Indal gamla kyrka (nu riven) och renovering av Selånger gamla kyrka (i dag kyrkoruin) från 1200-talet. Josephus drunknade enligt minnesanteckningarna då han olyckligen föll vid en överfärd av Indalsälven, samma år som kyrkan i Liden stod färdig. Han ligger begravd vid södra fasaden av Indals kyrka. Josephus skall enligt anteckningar i kyrkoarkivet varit ”en lärd, skarpsinnig och förståndig man”.
1510 stod kyrkan färdig, förmodligen med vapenhus och sakristia redan då uppförda och de då moderna invändiga stjärnvalven av tegel slagna. Den är murad i gråsten med tegelinslag runt fönster och dörrar och har rektangulär form, men är något skev. Utvändigt mäter den 16,6x9,7 meter med 1,4 meter tjocka murar. Höjden är drygt 10 meter. vapenhus och sakristia är påbyggda, då deras murar inte är i förband med långhusets. De har troligen tillkommit kort tid efter att detta färdigställdes. Deras mått är 5,0x4,4 meter respektive 4,8x4,4 meter. Ingången till kyrkogård och kyrka går genom en knuttimrad stegport av trä, vilken möjligen leder sitt ursprung till 1693. Den ursprungliga timrade bogården som omgav kyrkan med kyrkogård finns inte kvar. En granhäck omger nu kyrkoområdet längs den gamla bogårdens sträckning. Endast två gravkors står kvar på den i äldre tid nyttjade kyrkogården. Några 1700-talskors sitter uppsatta i stegporten. Den nuvarande klockstapeln uppfördes 1958 på samma plats som den gamla. I den hänger den gamla kyrkklockan från 1729.
Intill kyrkan finns en minnessten över Magnus Huss, ”Vild-Hussen”, ökänd för ragundakatastrofen, då en hel sjö plötsligen tömdes på vatten som spolade ned genom Indalsälvens dalgång. Huss drunknade året efter katastrofen och begravdes 1797 invid kyrkan, då hans döda kropp flutit i land vid Lidens färjeställe. Minnesstenen restes 1951 av släktföreningen Huss.
1561 blev kyrkan målad, ”Gudi til ära och Hans Helgedom til prydning” enligt inskrift som skall ha funnits på kyrkans kor. Hela interiörens målningsutsmyckning överkalkades dock på 1750-talet.
1721 förstörs en äldre klockstapel vid ryssarnas härjningar och ersätts med en ny 1730. Den var massivt byggd av grova furubjälkar och med spånbeklädnad i likhet med kyrkan. 1768 finns en utgift bokförd för en kyrkklocka om 660 Dlr, denna tjänstgör nu som lillklocka i nya kyrkan. I nya kyrkans storklocka ingöts en äldre klocka (som blivit spräckt) från gamla kyrkan.
1740-1741 omrappas och kalkstryks kyrkan utvändigt. Fönstren i öster och söder utvidgas också.
1802 fattas beslut att riva kyrkan och uppföra en ny, men verkställan av beslutet fördröjs till 1856, då kyrkan raseras och klockstapeln blir till ved, vilken räcker under ett par års tid till att värma sockenstugan. Under förevändning att ta tegel till den nya kyrkan raseras tegelvalven i taket och fönster och dörrar rivs ur för att komma åt teglet i infattningarna. Men utbytet var magert, då det gamla bruket var så fast att endast ett hundratal stenar gick att bryta loss hela. Inredning, inventarier och madonnabilder bröts loss och kastades ut på kyrkbacken, där de fick ligga i väder och vind innan det som ansågs mest värdefullt till slut räddades in i en bod innan vintern kom. Så småningom kom de att lagras undanskymt i ett utrymme i tornet till den nya kyrkan. Orsaken till att kyrkan raseras var kanske också att man i någon mån ville undvika skyldighet att underhålla två kyrkor. På så vis, utan fönster och portar, står kyrkan öde och förfaller i drygt 50 år.
1911-1928 restaureras kyrkan, på huvudsakligt initiativ av kyrkoherde Lars Hoflin. Kyrkan får nytt tak och de gamla väggmålningarna knackas fram. Man hade dock inte råd att restaurera tegelvalven, vilka ersattes med det nuvarande trätunnvalvet som täcker kyrkans inre. Vid restaureringen slätputsas kyrkan i vitt utvändigt och ett fönster på nordsidan, vilket upptagits 1760, sätts igen. Övriga fönster får sin rundbågiga form. Sakristian får också ett fönster.

## Inventarier

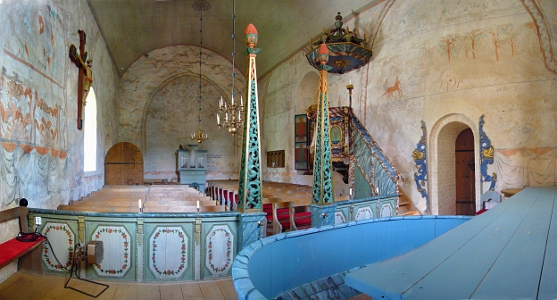
Interiör mot väster. På väggarna syns fragment av de framtagna målningarna från 1561. Pyramiderna är deponerade från Holm.

I dag har alla föremål som finns bevarade från den gamla kyrkan återförts. Intilliggande Holms församling har även deponerat ett antal föremål från gamla kyrkan i Holm, vilka inte har något direkt samband med Holms nuvarande kyrka. Ett av de äldsta föremålen i kyrkan är ett triumfkrucifix, sannolikt från 1200-talet. Kyrkans port är försedd med ett mycket ålderdomligt handtag i form av en ring med drakhuvud av 1100-talstyp. Av kyrkans senmedeltida föremål märks ett madonnaskåp tillverkat i Lübeck vid 1400-talets slut. Helgonbilderna fick vara kvar även sedan väggmålningarna överkalkats på 1750-talet i samband med att den nya altarprydnaden och predikstolen installerades. Dessa är utförda av skulptören Jonas Granberg år 1755. Granberg förknippas med ett flertal norrländska kyrkoinredningar och hans stil uppvisar inslag av rokokoformer. Den på väggarna i nordöstra hörnet målade bården visar de medeltida tegelvalvens form. Sakristian har haft tegelvalv med sköldbågar som vilat på hörnkonsoler. Förmodligen har även vapenhuset haft tegelvalv.
Kyrkan har drabbats av inbrott då bland annat en madonna från 1200-talet och andra ovärderliga skulpturer stulits vid upprepade tillfällen, senast 2005. Madonnan, Maria, var deponerad från Holm. Även andra kyrkor i länet drabbades i samma inbrottsvåg. Samtliga föremål återfanns i Spanien och brotten har klarats upp. Några av föremålen har nu restaurerats, konserverats, stöldsäkrats och återförts till kyrkan. Alla föremål har inte återbördats utan vissa förvaras på Länsmuseet i Härnösand. Madonnan från 1200-talet var under en del av tiden på museet utställd i deras utställning ”Syn för sägen”. Madonnaskulpturen är därefter återförd till Holms församling.